# 黑黃聯盟

哈布斯堡王朝旗帜

黑黃聯盟（德語：Schwarz-Gelbe Allianz，简称SGA）是奧地利君主主義運動，成立於2004年8月6日。該運動受到奧托·馮·哈布斯堡的影響。他們主張在原奧匈帝國範圍內恢復君主制。

## 歷史

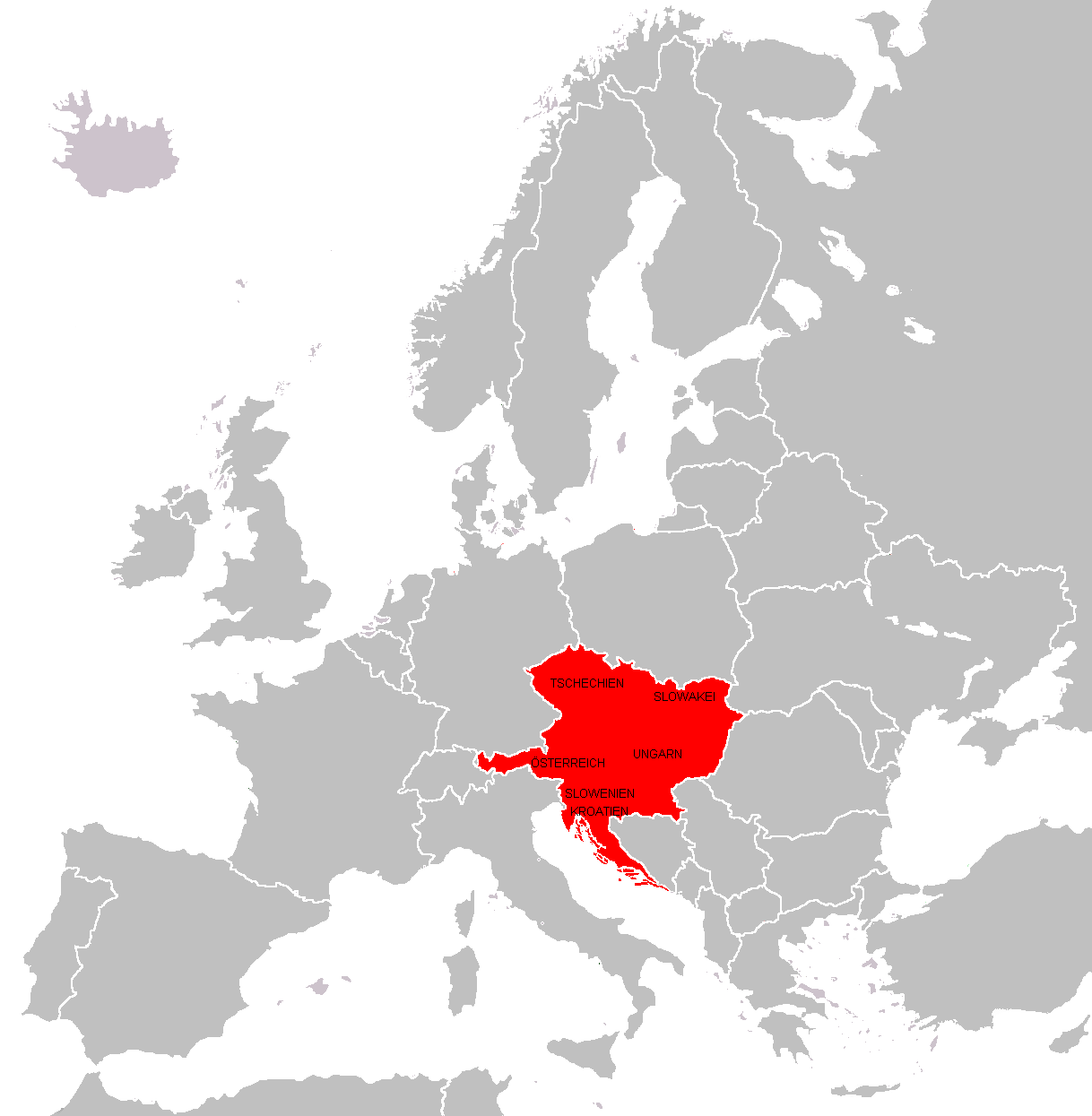
黑黃聯盟主張的共同君主聯盟範圍

在歷經哈布斯堡王朝超過八百年的統治後，奧地利在第一次世界大戰後廢除君主，成立共和國。
黑黃聯盟主張恢復中欧的世襲君主，並宣揚由奧地利、匈牙利、克羅埃西亞、捷克、斯洛維尼亞與斯洛伐克組成共同君主的聯盟。

## 延伸閱讀
- Phil Long und Nicola J. Palmer: Royal Tourism. Excursions around Monarchy. Clevedon, Buffalo (2007). ISBN 9781845410810
- 陆大鹏. . 界面新闻. 2018-05-11  [2020-01-31]. （原始内容存档于2020-01-31）.

## 外部連結
- 官方網站 （页面存档备份，存于）